# Cameron McGriff
Cameron McGriff, né le 30 septembre 1997 à Grand Prairie au Texas, est un joueur américain de basket-ball. Il évolue aux postes d'ailier et ailier fort.

## Carrière junior

### À l'université
Entre 2016 et 2020, il joue pour les Cowboys d'Oklahoma State à l'université d'État de l'Oklahoma.

## Carrière professionnelle

### Okapi Aalst (2020-2021)
Le 14 juin 2020, il signe son premier contrat professionnel en Belgique avec l'Okapi Aalst.
Le 18 novembre 2020, automatiquement éligible à la draft 2020 de la NBA, McGriff n'est pas sélectionné.

### Swarm de Greensboro / Trail Blazers de Portland (2021-2022)
Le 8 octobre 2021, McGriff signe avec les Hornets de Charlotte mais il est libéré six jours plus tard. Le 24 octobre, il signe avec le Swarm de Greensboro en G-League en tant que joueur affilié aux Hornets. En 14 matches, McGriff a des moyennes de 10,2 points, 4,9 rebonds et 1,4 passe décisive.
Le 25 décembre 2021, McGriff signe un contrat de dix jours avec les Trail Blazers de Portland. Il joue trois matches avec les Trail Blazers, il a des moyennes de 4,7 points et 5,0 rebonds par match.
Le 2 janvier 2022, McGriff entre dans le protocole santé du COVID-19.
Le 5 janvier 2022, il retourne chez le Swarm de Greensboro. Le 31 janvier, il est suspendu un match sans être payé pour avoir quitté le banc durant une altercation entre le Swarm et le Herd du Wisconsin deux jours plus tôt.

### Capitanes de Arecibo (2022)
Le 21 avril 2022, McGriff signe avec les Capitanes de Arecibo au Porto Rico.

### AEK Athènes (2022-2023)
Le 19 juillet 2022, McGriff signe un contrat avec l'équipe grecque de l'AEK Athènes.
Le 27 février 2023, il quitte le club grec. Il a des moyennes de 9,1 points et 4,8 rebonds en championnat et 6 points et 3,9 rebonds en BCL.

### Le Mans Sarthe Basket (2023)
Le 27 février 2023, il arrive en France et signe avec Le Mans Sarthe Basket.

## Statistiques
gras = ses meilleures performances

### Universitaires
| Saison    | Équipe         | Matchs | Titul. | Min./m | % Tir | % 3pts | % LF | Rbds/m. | Pass/m. | Int/m. | Ctr/m. | Pts/m. |
| --------- | -------------- | ------ | ------ | ------ | ----- | ------ | ---- | ------- | ------- | ------ | ------ | ------ |
| 2016-2017 | Oklahoma State | 32     | 1      | 15,7   | 40,5  | 28,6   | 73,0 | 3,06    | 0,62    | 0,50   | 0,25   | 3,75   |
| 2017-2018 | Oklahoma State | 36     | 17     | 24,1   | 48,0  | 36,8   | 86,5 | 5,44    | 1,00    | 0,78   | 0,53   | 8,42   |
| 2018-2019 | Oklahoma State | 32     | 32     | 33,8   | 38,2  | 29,8   | 76,4 | 7,38    | 1,66    | 1,19   | 0,81   | 12,38  |
| 2019-2020 | Oklahoma State | 32     | 32     | 30,1   | 45,0  | 30,8   | 83,2 | 6,62    | 1,25    | 0,38   | 0,25   | 12,31  |
| Carrière  | Carrière       | 132    | 82     | 25,9   | 42,8  | 31,3   | 80,2 | 5,62    | 1,13    | 0,71   | 0,46   | 9,19   |

## Palmarès

### Universitaire
- All-Big 12 Honorable Mention en 2019 et 2020
- Advocare Invitational Tournament Team en 2019

### Professionnel
- All-Star du championnat grec en 2022